# 环银斑蛛
环银斑蛛（学名：Argyrodes orbitus）为球蛛科银斑蛛属的动物。分布于中国大陆的甘肃等地。该物种的模式产地在甘肃文县。